# Joseph Treneuil
Joseph Treneuil (1763-1818) fut un poète et bibliothécaire français.

## Biographie
Né à Cahors, il remporta trois prix aux jeux floraux et fut chargé de l'éducation d'un enfant de la famille Castellane, qu'il suivit en émigration. Il devint sous l'Empire conservateur de la bibliothèque de l'Arsenal où il succéda à Hubert-Pascal Ameilhon : en 1818, à sa mort, il est remplacé à ce poste par Jean-Baptiste Grosier. 

## Œuvre
Treneuil est l'auteur d'élégies héroïques, d'inspiration religieuse et monarchique, dont :
- Les Tombeaux de Saint-Denis, 1806 (pièce qui obtint en 1810 un des prix décennaux) ;
- L'Orpheline du Temple ;
- Le Martyre de Louis XVI ;
- La Captivité de Pie VI.

Le recueil de ses Œuvres a paru en 1817 et en 1824 (in-8°). 
Quérard dit de lui : « Ses œuvres, courtes et peu nombreuses, sont intéressantes comme une des dernières expressions de l'élégie classique. » 